# Acantilado Peggotty
El acantilado Peggotty (en inglés: Peggotty Bluff o Peggotty Camp) es un acantilado ubicado en el lado norte de la cabeza de la bahía Rey Haakon, en la Isla San Pedro del archipiélago de las Islas Georgias del Sur.

## Historia
En 1916, la Expedición Imperial Transantártica de Ernest Shackleton parte desde la isla Elefante llegando a la ensenada de Cueva y estableciendo un campamento, utilizando el volcado James Caird, que llamaron Peggotty Camp, por el Señor Pegotty, personaje de David Copperfield de la novela de Charles Dickens, que vivía en una casa hecha de un barco varado. Mientras esperaban en esta ubicación, Henry McNish tomó tornillos de la embarcación y los puso en los zapatos de la tripulación con el fin de que pudieran caminar sobre el hielo más fácilmente.
Durante la Encuesta de Georgia del Sur, de 1955 y 1956, la bahía fue examinada y se dedujo la posición aproximada del campamento. En inglés, fue finalmente dado el nombre Peggotty Bluff.